# Charles Lane
Charles Gerstle Levison, mais conhecido como Charles Lane (San Francisco, Califórnia, 26 de janeiro de 1905 – Brentwood, Califórnia, 9 de julho de 2007), foi um ator norte-americano.
Lane atou em grande produções, como "A Felicidade Não se Compra" (1946), "Suprema Conquista" (1934), "Bola de Fogo" (1941), "Quem Matou Vicki?" (1941), "Sedução do Pecado" (1928), "O Médico e o Monstro" (1920), "Um Amor de Professora" (1958) e "Um Amor de Vizinho" (1964).